# Roberto Benedito Junqueira
Roberto Benedito Junqueira (Poços de Caldas, 07 de setembro de 1925 - ?, 17 de outubro de 2014) foi um político brasileiro do estado de Minas Gerais. Foi presidente da Câmara de vereadores de Poços de Caldas, deputado estadual de Minas Gerais na 9ª e na 10ª legislatura (1979 - 1987).

Era conselheiro da Associação Atlética Caldense, clube do qual era torcedor.